# Костянтин Корнякт
Костянтин Корнякт (грец. Κωνσταντίνος Κορνιακτός, пол. Konstanty Korniakt; 1517/1520 — 1603) — грецький купець, шляхтич, громадянин Львова. Один з найбагатших міщан в історії міста, фундатор будівель, що названі його ім'ям.

## Життєпис
Походив з грецької родини, певне, не шляхтичів, міста Кандія на острові Крит. Спочатку переїхав до Константинополя, де в 1540-х роках був заможним купцем. Може, однією з його фінансових основ були суми, позичені у молдовського господаря в 1561—1563 роках Якуба «Геракліда» (Деспота; після його отруєння збагатився, привласнивши його майно). Згодом перебрався до Молдовського князівства, де став боярином, керував митницею. Мав гуртову торгівлю східними товарами, сукном, бавовною, шкірами, винами (мальвазія) з містами Речі Посполитої, Німеччини. Після переїзду до Львова не поривав стосунків з Молдовою; зокрема, у 1575 році господар Петру «Кульгавий», Сучавський владика, купці були йому винні 12000 талерів.
За надані послуги 15 березня 1566 року король Сигізмунд II Август надав йому привілей на вільну торгівлю вином у Речі Посполитій. 25 березня 1566 р. король дозволив продавати вина за власними цінами, а не встановленими руським воєводою Миколаєм Сєнявським. Торгові шляхи з Молдови вели до митниці у Снятині Руського воєводства, а купці не мали права оминути Львів. 24 березня 1569 р. король надав дозвіл на вільне перебування в Польщі. Тоді познайомився з купцями Львова, громадянство якого набув 1570 року, успадкувавши справи старшого брата Михайла, який раніше жив у місті (помер 1563 року). Як знавець відносин Речі Посполитої з Османською імперією, К. Корнякт став секретарем короля Сигізмунда II Августа. За дипломатичні послуги й завдяки багатству 12 лютого 1571 р. король надав йому шляхетство — (пол. noblitację, акти поновлювались до 1580 року), проти чого 1601 р. гостро протестували його боржники — подільський воєвода Геронім Язловецький і зиґвульський староста Станіслав Стадницький — «Диявол» з Ланьцута, який задля неповернення боргу помстився на родині К. Корнякта після його смерті. 17 липня 1571 р. король звільнив К. Корнякта від усіх мит, 28 липня був призначений королем митником земель руських, допущений до шляхетських свобод.
Власне Корнякти здавна займались лихварством. Говорили, що свої статки вони набули, привласнивши заставлене майно господаря Іоана II Якова Воде Деспота (К. Корнякт також був скарбником (чи найвищим скарбничним урядовцем) господаря Александре IV Лопушанина), що наприкінці XVI ст. змінювали один одного мало не щороку, і через це він змушений був покинути Молдову.
Надавав немалі позики, зокрема:
- 1571 р. — позика у 1100 золотих магістрату Львова для викупу фільварку Гольдберг у міщанина Станіслава Шольца під заставу власне самого фільварку.
- На час прийняття міського громадянства 1575 р. надав позику у 12000 талерів господарю Петру VI Кульгавому.
- Давав у борг гроші королям Речі Посполитої, починаючи від Сигізмунда II Августа, вів великі фінансові операції з Мнішеками.

На 1576 р. отримав привілей короля Стефана Баторія на оренду митниць у Руських воєводствах Малопольської провінції Речі Посполитої. Отримання шляхетства дозволило Корнякту вигідно одружитись, набувати земельні володіння, але не дозволяло особисто займатись торгівлею. Володів селами у Львівській землі, у Перемишльській землі отримав маєтності Соснівку біля Ярослава, Золотовицю і Білобоки, які набув 1583 р. за борг від старости лежайського Лукаша Опаліньського.
Намагався підтримувати добрі стосунки з єзуїтами.
На межі 16-17 століть часто перебував у Перемиській землі, господарював, провадив судові процеси з боржниками — Г. Язловецьким, С. «Д.» Стадницьким. Помер 1 серпня 1603 року, був похований у крипті Успенської церкви у Львові, куди з вулиці вів сьогодні замурований вхід.

## Ставропігійське братство
Як православний, грек К. Корнякт належав до православної (здебільшого руської, себто української) громади Львова, зокрема, активно допомагав фінансами, знайомствами при королівському дворі й при Константинопольському Патріарху братству при міській Успенській церкві (потім Ставропігійному), одним з 12 засновників якого він став 1586 року. після смерті Александру Лопушняну став головним опікуном Успенської церкви. Фінансував відбудову спаленої міської церкви, судові процеси братства з магістратом, допомагав братській школі і типографії. Також підтримував православну шляхту, що виїздила на засідання Сейму.
В конфліктній ситуації між Братством та єпископом Гедеоном Балабаном стояв, радше, на стороні владики. У заповіті призначив для Успенської церкви, братства 4000 золотих, прибутки з підміського села Збоїща.

## Маєтності, фундації
- Дідич Гусакова, Сосниці, Білобоків, Журавиці.
- За заслуги перед державою зумів отримати декрет короля Стефана Баторія (1576) з дозволом збудувати, як виняток, найвеличніший будинок-палац на площі Ринок на 6 вікон (житло міщан не могло мати більше 3-х вікон по фасаду). Палац звели 1580 р. італійські архітектори Петро з Барбони та Павло Римлянин.
- На прохання константинопольського патріарха Єремії II Траноса згодився 1572 р. надати кошти для відновлення міської православної церкви та дзвіниці, знищених пожежею. З його фундушу за проєктом архітектора Петра Барбона звів три перші яруси вежі-дзвіниці біля міської церкви (1572—1578), потім Трьохсвятительську каплицю звів архітектор Андрій Підлісний (1578—1590). Фінансував початковий етап будівництва Успенської церкви, завершеної майже через 30 років після його смерті.
- Надавав кошти на зведення бастей міських фортифікацій.

Понині його ім'ям названі кам'яниця на площі Ринок, 6 і вежа Успенської церкви.

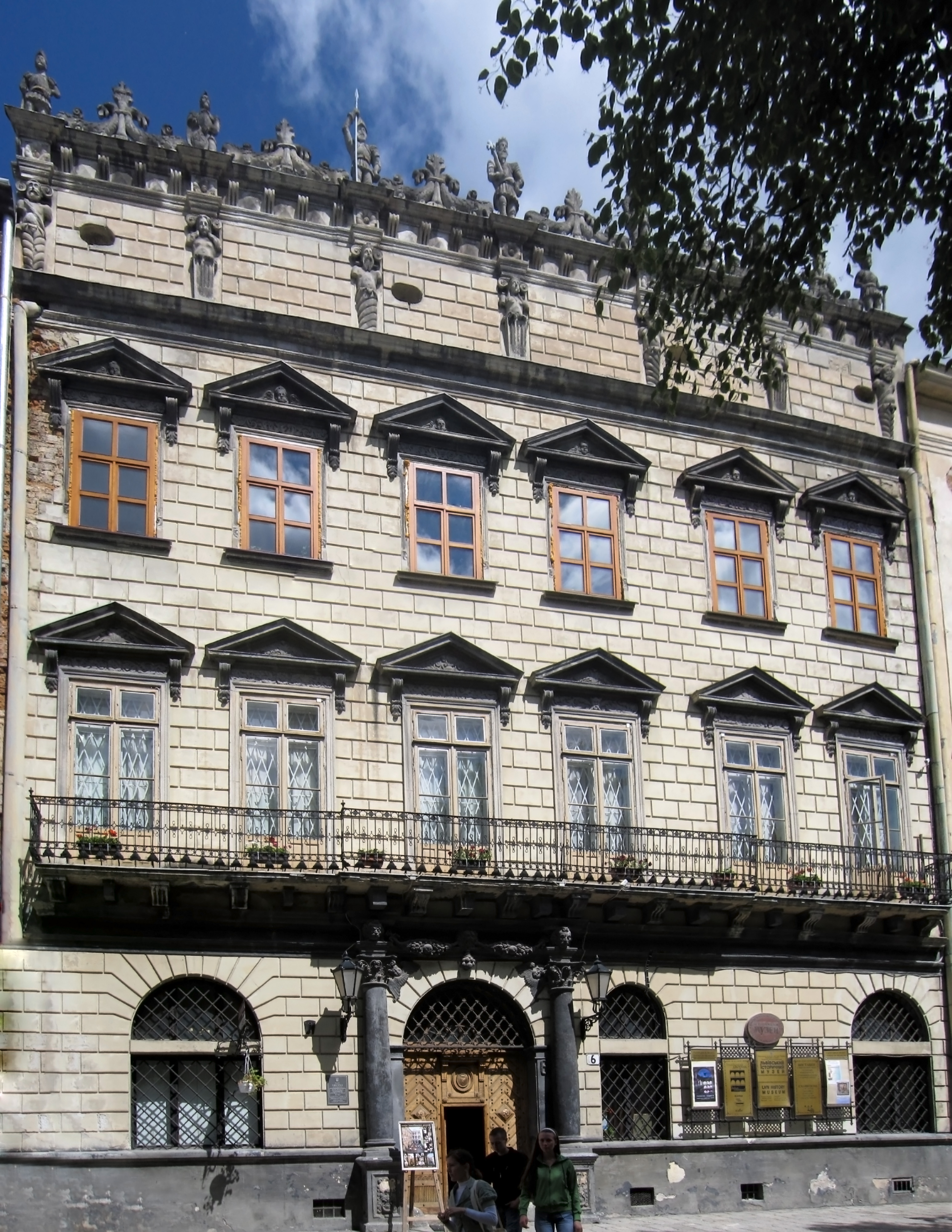
Палац Корнякта
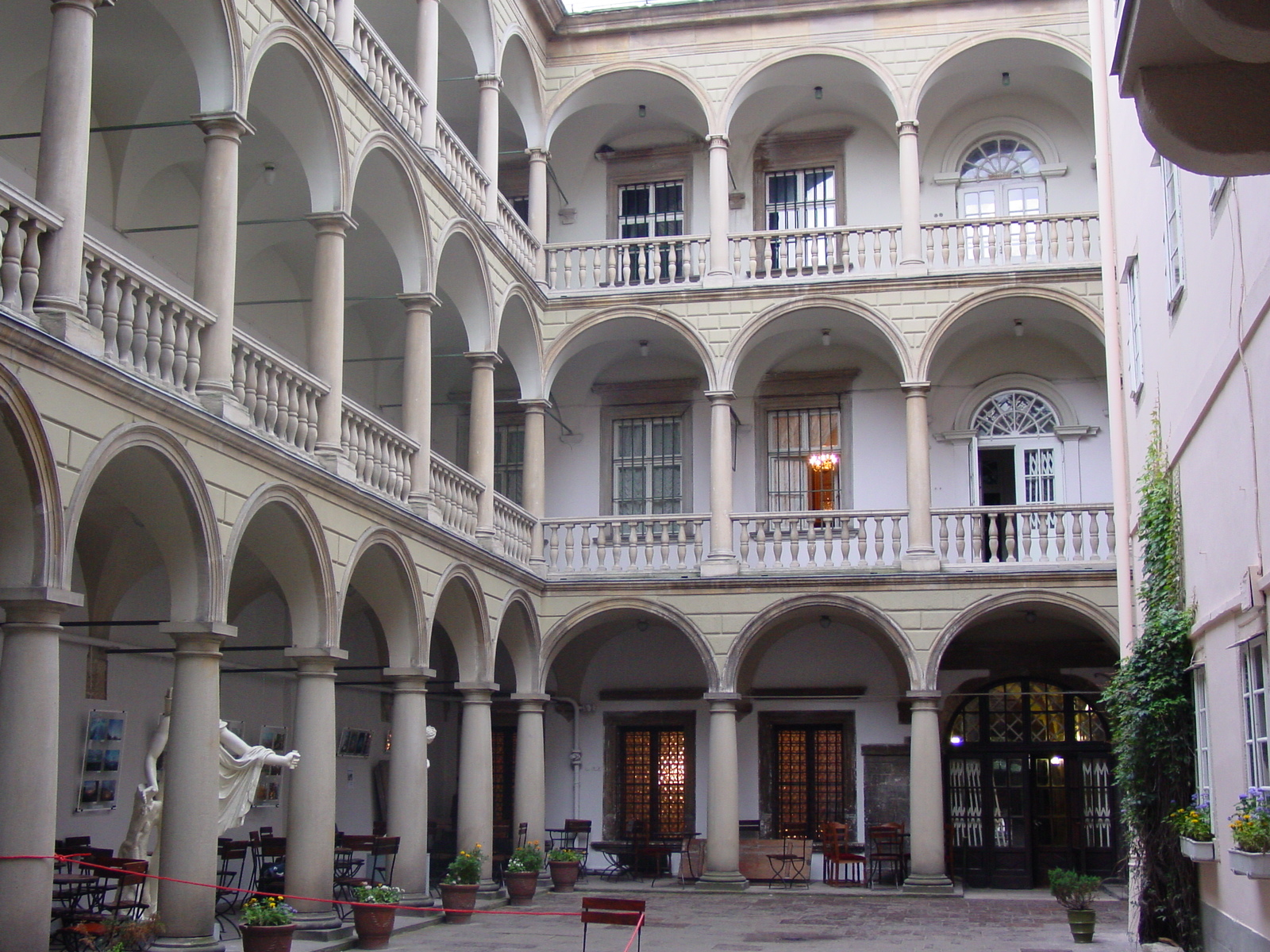
Італійський дворик у палаці Корнякта
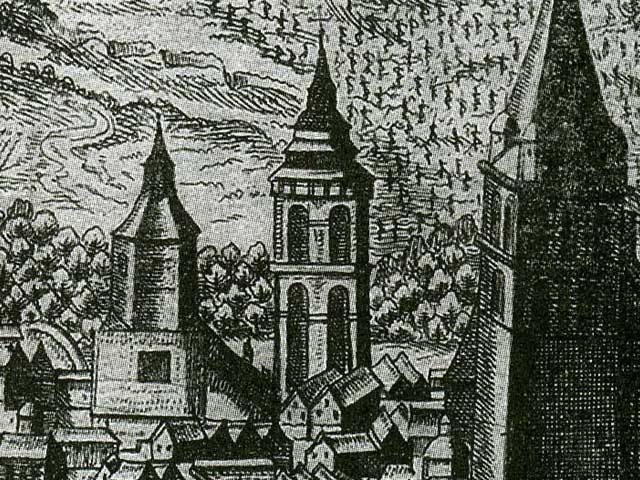
Вежа Корнякта на панорамі Пасаротті
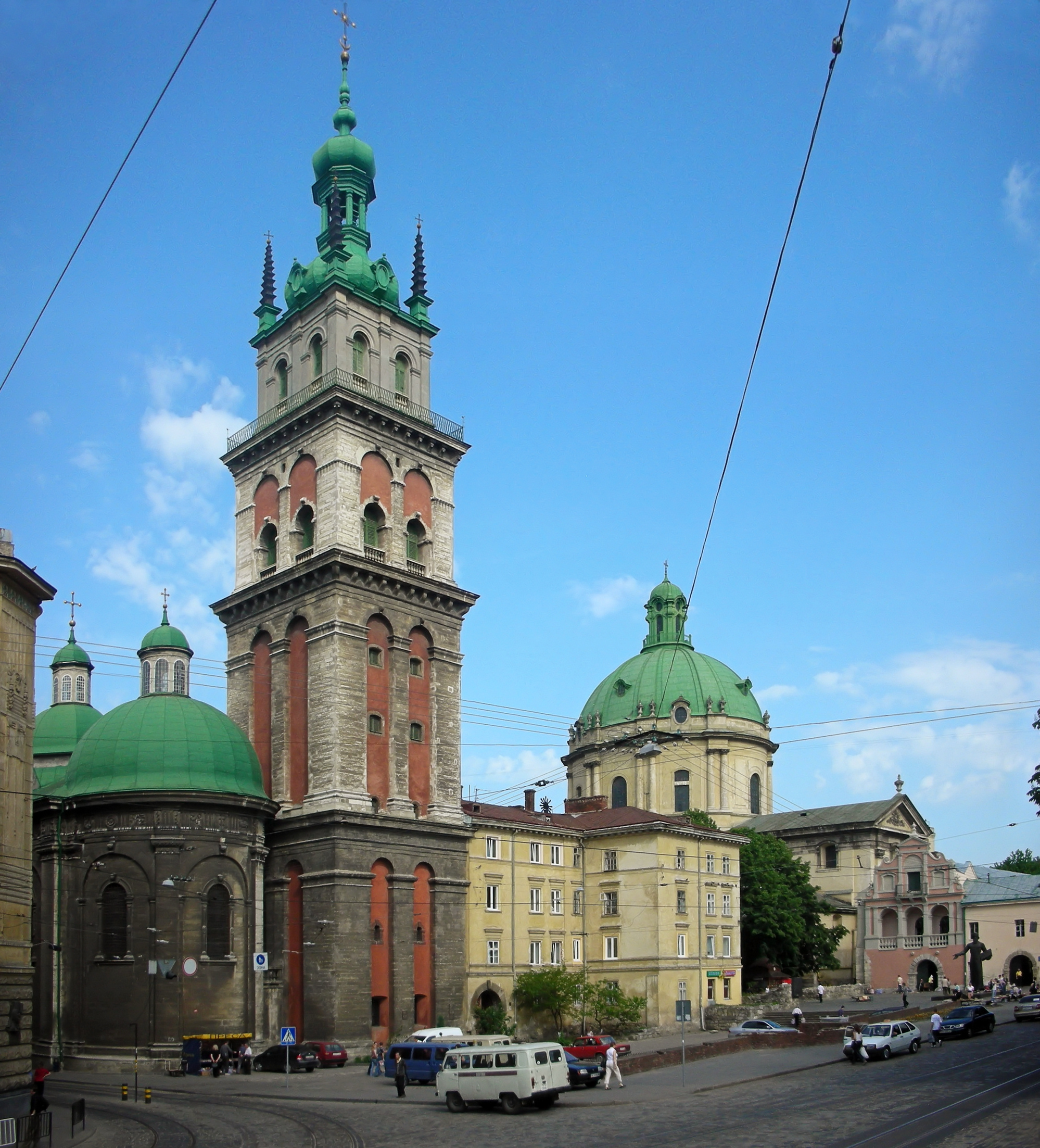
Вежа Корнякта
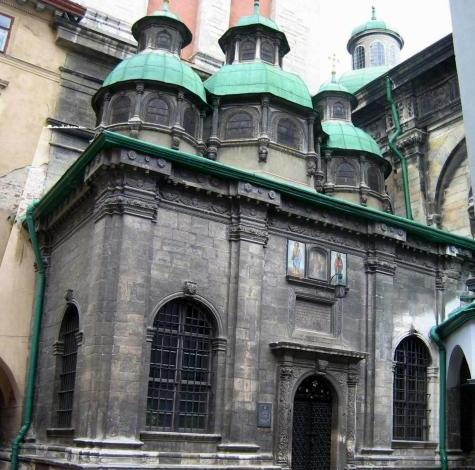
Каплиця трьох святителів

## Шлюб, діти
Завдяки отриманню шляхетства, біля (або в 1575 р.) одружився з Анною Дідушицькою (?—1616; для неї золотар Клеменс з Левочі виготовляв золотий ланцюжок, для чого отримав 50 червоних злотих бл. 1550 року.). Перед шлюбом підписав з нею угоду, за якою зобов'язувався особисто не займатись торгівлею, забезпечити її половиною свого рухомого і нерухомого майна нинішнього і майбутнього, дати їй 1000 золотих готівкою і згодитись на придане у 2000 золотих. У шлюбі народились:
- Катерина (? — після 1635) — дружина (з 1608) воєводи троцького графа Олександра Ходкевича; 1626/28 вийшла за воєводу белзького, руського князя Константина Вишневецького.
- Анна (?—після 1640/1648[9]) — дружина: Яна Гратуса Тарновського — ротмістра, каштеляна жарновського (син Александер Ґратус був київським каштеляном)[10]; Миколая Оссолінського (?—1663) — скальський, староста петрівський (син Прокопа)[9]
- Костянтин з Білобок (?—1624) — ротмістр, чоловік Ельжбети з Оссоліньських, дочки воєводи підляського, сандомирського Яна Оссоліньського.
- Олександр (д/н—1639)
- Михайло (1575—1596))
- Софія — дружина Абрагама Гербурта.